# Bag It!
Bag It! (англ. Спакуйте це!) — відеогра в жанрі головоломка, що була розроблена американською студією Hidden Variable Studios і випущена 15 жовтня 2011 року для iOS та Android.

## Ігровий процес
Завдання гравця полягає в тому, щоб зібрати колекцію продуктів, а ігровий процес схожий на Тетріс.

## Оцінки
Мобільна гра має рейтинг 93% на Metacritic на основі 4 відгуків критиків, а також 6,9 з 10 балів на основі 16 відгуків користувачів.